# Aleksandr Zamołodczikow
Aleksandr Borisowicz Zamołodczikow (ros. Алекса́ндр Бори́сович Замоло́дчиков; ur. 18 września 1952 w Nowo-Iwańkowie, obecnie część Dubnej) – rosyjski fizyk znany z odkryć dotyczących teorii strun. W 2005 roku został profesorem Rutgers University. W 2011 odznaczony medalem Diraca (ICTP). W 2024 otrzymał Nagrodę Fizyki Fundamentalnej.
Jego brat Aleksiej Zamołodczikow był również fizykiem.